# Gravesano
Gravesano é uma comuna da Suíça, no Cantão Tessino, com cerca de 1.060 habitantes. Estende-se por uma área de 0,6 km², de densidade populacional de 1.767 hab/km². Confina com as seguintes comunas: Alto Malcantone, Bedano, Lamone, Manno.
A língua oficial nesta comuna é o Italiano.